# Југославија на Зимским олимпијским играма 1984.
Југославија (СФРЈ) је била домаћин четрнаестих ЗОИ и имала је 72 представника од којих 59 мушких и 13 женска. Ово је било дванаесто учешће Југословенских спортиста на Зимским олимпијским играма. Игре су одржане 1984. године у Сарајеву, Југославија. 
Југословенски представници су се такмичили у нордијском дисциплинама, алпском скијању, скијашким скоковима, биатлону, хокеју на леду и по први пут у уметничком клизању за мушкарце, брзом клизању, бобу и санкању. Југославија је на овим играма освојила своју прву медаљу, сребрну. Најбољи пласман остварио је Јуре Франко, освојивши 2. место у велеслалому, у конкуренцији од 108 такмичара. Један од светски признатих фаворита Бојан Крижај је остао без медаље.
Игре је отворио тадашњи председник председништва Југославије Мика Шпиљак, олимпијски пламен је упалила Санда Дубравчић а олимпијску заклетву у име спортиста је прочитао Бојан Крижај. 

## Резултати по спортовима
У табели је приказан успех југословенских спортиста на Олимпијским играма. У загради иза назива спорта је број учесника
Са појачаним бројевима је означен најбољи резултат.
Принцип рачунања олимпијских поена: 1. место – 7 поена, 2. место – 5 поена, 3. место – 4 поена, 4. место – 3 поена, 5. место – 2 поена, 6. место – 1 поен.

| Спортска дисциплина | Освојено место | Освојено место | Освојено место | Освојено место | Освојено место | Освојено место | Олимпијски поени | Такмичари | Такмичари | Такмичари |
| Спортска дисциплина |                |                |                | 4.             | 5.             | 6.             | Олимпијски поени | Мушки     | Женске    | Укупно    |
| Велеслалом (2)      | 0              | 1              | 0              | 0              | 1              | 0              | 7                | 4         | 4         | 8         |
|                     |                |                |                |                |                |                |                  |           |           |           |
| Укупно              | 0              | 1              | 0              | 0              | 1              | 0              | 7                | 4         | 4         | 8         |

## Алпско скијање
| Спортиста        | Дисциплина     | Пласман | Резултат                        |
| ---------------- | -------------- | ------- | ------------------------------- |
| Грега Бенедик    | велеслалом (м) | нзт-1   | без резултата, трка 1           |
| Томаж Церковник  | слалом (м)     | 11.     | 1.42,97 (+3,56) 53,39+49,58     |
| Јуре Франко      | велеслалом (м) | 2.      | 2.41,41 (+0,23) 1.21,15+1.20,26 |
| Јуре Франко      | слалом (м)     | нзт-1   | без резултата, трка 1           |
| Томаж Јемц       | afdaling (м)   | 30.     | 1.49,68 (+4,09)                 |
| Бојан Крижај     | велеслалом (м) | 9.      | 2.43,48 (+2,30) 1.22,18+1.21,30 |
| Бојан Крижај     | слалом (м)     | 7.      | 1.41,51 (+2,10) 52,98+48,53     |
| Јоже Куралт      | слалом (м)     | 13.     | 1.44,85 (+5,44) 53,52+51,33     |
| Јанез Плетершек  | спуст (м)      | 27.     | 1.48,97 (+3,38)                 |
| Борис Стрел      | велеслалом (м) | 5.      | 2.42,36 (+1,18) 1.21,23+1.21,13 |
|                  |                |         |                                 |
| Андреа Лесковшек | велеслалом (ж) | 16.     | 2.24,61 (+3,63) 1.11,20+1.13,41 |
| Андреа Лесковшек | слалом (ж)     | дкв-2   | дисквалификована, трка 2        |
| Вероника Шарец   | велеслалом (ж) | 20.     | 2.25,01 (+4,03) 1.11,71+1.13,30 |
| Матеја Свет      | велеслалом (ж) | 23.     | 2.26,22 (+5,24) 1.11,88+1.14,34 |
| Матеја Свет      | слалом (ж)     | 15.     | 1.40,85 (+4,38) 51,12+49,73     |
| Нуша Томе        | велеслалом (ж) | 22.     | 2.25,21 (+4,23) 1.12,18+1.13,03 |
| Нуша Томе        | слалом (ж)     | нзт-2   | без резултата, трка 2           |
| Ања Завадлав     | слалом (ж)     | нзт-1   | без резултата, трка 1           |

## Биатлон
| Спортиста                                             | Дисциплина           | Пласман | Резултат                                                                                         |
| ----------------------------------------------------- | -------------------- | ------- | ------------------------------------------------------------------------------------------------ |
| Андреј Ланишек                                        | 10 км (м)            | 49.     | 36:16,0 (+5.22,2) пен.: 5 (1 / 4)                                                                |
| Андреј Ланишек                                        | 20 км (м)            | 41.     | 1.24:23,1 (+12:.30,4) пен.: 6 (0 / 4 / 0 / 2)                                                    |
| Томислав Лопатић                                      | 10 км (м)            | 57.     | 40:18,2 (+9:24,4) пен.: 9 (5 / 4)                                                                |
| Јуре Велепец                                          | 20 км (м)            | 48.     | 1.27:05,8 (+15:13,1) пен.: 6 (3 / 1 / 1 / 1)                                                     |
| Марјан Видмар                                         | 10 км (м)            | 54.     | 37:08,1 (+6.14,3) пен.: 3 (2 / 1)                                                                |
| Марјан Видмар                                         | 20 км (м)            | 46.     | 1.26:32,1 (+14,39,4) пен.: 8 (2 / 3 / 2 / 1)                                                     |
| Андреј Ланишек Јуре Велепец Зоран Ћосић Фрањо Јаковац | 4x7,5 км штафета (м) | 17.     | 1.54:13,80 (+15:22,1) пен.: 3-15 (0-4 / 1-4 / 1-4 / 1-3) (28:28,7 / 28:32,2 / 28:30,5 / 28:42,4) |

## Боб
| Спортиста                                                             | Дисциплина                    | Пласман | Резултат                                        |
| --------------------------------------------------------------------- | ----------------------------- | ------- | ----------------------------------------------- |
| Борис Рађеновић Никола Корица                                         | двосед (м) Југославија I      | 24.     | 3.34,13 (+8,57) (53,85 / 54,01 / 53,05 / 53,22) |
| Здравко Стојнић Синиша Тубић                                          | двосед (м) Југославија II     | 22.     | 3.34,02 (+8,46) (53,76 / 54,09 / 52,82 / 53,35) |
| Здравко Стојнић Марио Фрањић Синиша Тубић Никола Корица               | четворосед (м) Југославија I  | 19.     | 3.26,48 (+6,26) (51,32 / 51,90 / 51,65 / 51,61) |
| Ненад Продановић Огњен Соколовић Зоран Соколовић Борислав Вујадиновић | четворосед (м) Југославија II | 23.     | 3.28,31 (+8,09) (51,62 / 51,96 / 52,35 / 52,38) |

## Уметничко клизање
| Спортиста       | Дисциплина | Пласман | Резултат                                                              |
| --------------- | ---------- | ------- | --------------------------------------------------------------------- |
| Милан Беговић   | мушки      | 21.     | 40,0 поена (обавезни део: 17 - кратки програм: 22 - дуги програм: 21) |
| Санда Дубравчић | жене       | 10.     | 17,4 поена (обавезни део: 8 - кратки програм: 9 - дуги програм: 9)    |

## Скијашко трчање
| Спортиста                                                 | Дисциплина       | Пласман | Резултат                                                    |
| --------------------------------------------------------- | ---------------- | ------- | ----------------------------------------------------------- |
| Иво Чарман                                                | 15 км (м)        | 35.     | 45:04,0 (+3:38,4)                                           |
| Иво Чарман                                                | 30 км (м)        | 40.     | 1.38:09,6 (+9:13,3)                                         |
| Душан Ђуричић                                             | 15 км (м)        | 40.     | 45:24,6 (+3:59,0)                                           |
| Душан Ђуричић                                             | 30 км (м)        | 44.     | 1.39:04,6 (+10:08,3)                                        |
| Душан Ђуричић                                             | 50 км (м)        | 32.     | 2.28:23,4 (+12:27,6)                                        |
| Сашо Грајф                                                | 15 км (м)        | 48.     | 46:21,1 (+4:55,5)                                           |
| Јоже Клеменчич                                            | 15 км (м)        | дк      | дисквалификован                                             |
| Јоже Клеменчич                                            | 30 км (м)        | 38.     | 1.37:40,1 (+8:43,8)                                         |
| Јоже Клеменчич                                            | 50 км (м)        | 42.     | 2.35:22,4 (+19:26,6)                                        |
| Јанез Кршинар                                             | 30 км (м)        | 51.     | 1.40:45,5 (+11:49,2)                                        |
| Јанез Кршинар                                             | 50 км (м)        | 36.     | 2.30:16,2 (+14,20,4)                                        |
| Иво Чарман Јоже Клеменчич Јанез Кршинар Душан Ђуричић     | 4x10 штафета (м) | 12.     | 2.04:42,8 (+9:36,5) (31:38,2 / 31:47,9 / 30:49,4 / 30:27,3) |
|                                                           |                  |         |                                                             |
| Јана Млакар                                               | 5 км (ж)         | 34.     | 18,54,1 (+1:50,1)                                           |
| Јана Млакар                                               | 10 км (ж)        | 30.     | 34:52,2 (+3:08,0)                                           |
| Метка Муних                                               | 5 км (ж)         | 43.     | 20:12,0 (+3:08,0)                                           |
| Метка Муних                                               | 10 км (ж)        | 43.     | 37:18,4 (+5:34,2)                                           |
| Метка Муних                                               | 20 км (ж)        | 38.     | 1:13.35,8 (+11:50,8)                                        |
| Татјана Смолникар                                         | 5 км (ж)         | 45.     | 20:21,8 (+3:17,8)                                           |
| Татјана Смолникар                                         | 10 км (ж)        | 44.     | 37:58,1 (+6:13,9)                                           |
| Андреја Смрекар                                           | 5 км (ж)         | 41.     | 19.41,7 (+2.37,7)                                           |
| Андреја Смрекар                                           | 10 км (ж)        | 41.     | 36:10,4 (+4:26,2)                                           |
| Јана Млакар Андреја Смрекар Татјана Смолникар Метка Муних | 4x5 штафетае (ж) | 10.     | 1.13:45,1 (+6:55,4) (18:17,5 / 18:04,3 / 18:52,0 / 18:31,3) |

## Нордијска комбинација
| Спортиста      | Дисциплина | Пласман | Резултат                                                                                      |
| -------------- | ---------- | ------- | --------------------------------------------------------------------------------------------- |
| Роберт Каштрун | мушки      | 27.     | 334,090 поена скок: 200,7 п 90,6 (77,0 m)+100,1 (83,0 m)+100,6 (86,0 m) 15 km: 133,390 п (56.09,4) |

## Санкање
| Спортиста        | Дисциплина | Пласман | Резултат                                               |
| ---------------- | ---------- | ------- | ------------------------------------------------------ |
| Душан Драгојевић | мушки      | 16.     | 3.09,615 (+5,357) (47,480 / 47,332 / 47,465 / 47,338)  |
| Суад Карајица    | мушки      | 28.     | 3.18,288 (+14,030) (54,075 / 48,293 / 47,797 / 48,123) |
| Дајана Карајица  | жене       | 17.     | 2.52,660 (+6,090) (43,901 / 43,250 / 42,890 / 42,619)  |

## Брзо клизање
| Спортиста        | Дисциплина  | Пласман | Резултат           |
| ---------------- | ----------- | ------- | ------------------ |
| Бехудин Мердовић | 500 м (м)   | 41.     | 46,34 (+8,15)      |
| Бехудин Мердовић | 1.000 м (м) | 43.     | 1:33,33 (+17,53)   |
| Бехудин Мердовић | 1.500 м (м) | 40.     | 2:19,25 (+20,89)   |
| Бехудин Мердовић | 5.000 м (м) | нзт     | одустао            |
| Ненад Жванут     | 500 м (м)   | 39.     | 42,55 (+4,36)      |
| Ненад Жванут     | 1.000 м (м) | 41.     | 1:26,63 (+10,83)   |
|                  |             |         |                    |
| Бибија Керла     | 500 м (ж)   | 32.     | 58,23 (+17,21)     |
| Бибија Керла     | 1.000 м (ж) | 36.     | 1:51,06 (+29,45)   |
| Бибија Керла     | 1.500 м (ж) | 32.     | 2:46,32 (+42,90)   |
| Бибија Керла     | 3.000 м (ж) | 26.     | 5:37,67 (+1:12,88) |
| Дубравка Вукушић | 500 м (ж)   | 31.     | 51:99 (+10,97)     |
| Дубравка Вукушић | 1.000 м (ж) | 38.     | 2:03,02 (+41,41)   |
| Дубравка Вукушић | 1.500 м (ж) | 31.     | 2:.42,12 (+38,70)  |

## Скијашки скокови
| Спортиста       | Дисциплина | Пласман | Резултат                                        |
| --------------- | ---------- | ------- | ----------------------------------------------- |
| Васја Бајц      | 70 м (м)   | 17.     | 190,0 поена 94,8 п. (83,0 m) + 95,2 п. (82,0 )   |
| Васја Бајц      | 90 м (м)   | 15.     | 181,4 поена 99,6 п. (103,5 m) + 81,8 п. (94,0 )  |
| Томаж Долар     | 90 м (м)   | 11.     | 185,7 поена 93,8 п. (101,5 m) + 91,9 п. (100,5 ) |
| Бојан Глобочник | 70 м (м)   | 40.     | 166,3 поена 91,5 п. (80,0 m) + 74,8 п. (73,0 )   |
| Миран Тепеш     | 70 м (м)   | 27.     | 183,1 поена 92,6 п. (81,0 m) + 90,5 п. (80,0 )   |
| Миран Тепеш     | 90 м (м)   | 45.     | 130,7 поена 47,0 п. (77,0 m) + 83,7 п. (95,0 )   |
| Примож Улага    | 70 м (м)   | 57.     | 130,9 поена 35,4 п. (59,0 m) + 95,5 п. (82,5 )   |
| Примож Улага    | 90 м (м)   | 13.     | 185,2 поена 89,3 п. (99,0 m) + 95,9 п. (103,0 )  |

## Хокеј на леду
| Спортиста | Дисциплина | Пласман | Резултати |
| --- | ---------- | ------- | --- |
| Андреј Видмар Блаж Ломовшек Бојан Разпет Цвето Претнар Дејан Бурник Драго Хорват Драго Млинарец Едуард Хафнер Горазд Хити Игор Берибак Петер Клеменц Иван Шчап Јоже Ковач Марјан Горенц Матјаж Секељ Мурајица Пајић Мустафа Бешић Томаж Лепша Војко Лајовец Звоне Шувак | мушки      | 11.     | Предтакмичење група A: · 1 : 8 Југославија - Немачка · 0 :11 Југославија - Шведска · 1 : 9 Југославија - Швајцарска · 5 : 1 Југославија - Италија · 1 : 8 Југославија - Пољска |